# Marcin Piejaś
Marcin Piejaś (ur. 17 marca 1980 w Łodzi) – polski aktor filmowy, telewizyjny i teatralny.

## Kariera
Marcin Piejaś po raz pierwszy w sztuce teatralnej zagrał w 2002 roku na deskach Teatru im. J.Słowackiego w Krakowie w spektaklu pt. Idiota w reżyserii Barbary Sass na podstawie powieści Fiodora Dostojewskiego, w którym wcielił się w rolę Bandy Rogożyny. W 2006 roku został absolwentem na Wydziale Aktorskim Państwowej Wyższej Szkoły Teatralnej im. L.Solskiego – Wydziału Zamiejscowego we Wrocławiu (obecnie Akademia Sztuk Teatralnych).
W tym samym roku dostał wyróżnienie na XIV Festiwalu Szkół Teatralnych w Łodzi za rolę Szambelana w spektaklu dyplomowym pt. Iwona, księżniczka Burgunda w reżyserii Eweliny Paszke na podstawie powieści Witolda Gombrowicza.
Od drugiego roku studiów aktorskich grał w Teatrze Muzycznym Capitol we Wrocławiu, Teatrze im. J. Słowackiego w Krakowie i Studiu Piosenki w Łodzi.
W latach 2006–2009 był aktorem Teatru Śląskiego w Katowicach.
Od 2018 jest aktorem Teatru Polskiego we Wrocławiu.

## Filmografia

### Filmy
- 2009: Rewers – Mąż
- 2016: Zaćma – Ubek
- 2018: Botoks
- 2021: Lokatorka – Wiceprezydent Warszawy

### Seriale
- 2008: Święta wojna – Nowy listonosz (odc. 316)
- 2008: Agentki – Graficiarz (odc. 8)
- 2008–2009: BrzydUla – Urzędnik (odc. 77)
- 2010: Plebania – Agent (odc. 1571)
- 2010: Ojciec Mateusz – Aktor (odc. 39)
- 2010: Nowa – Gładki (odc. 2)
- 2010: 1920 Wojna i miłość – (odc. 11)
- 2011: Klan – Policjant, Tajniak
- 2011: Prosto w serce – Dresiarz (odc. 54–55)
- 2011: Komisarz Alex – Grabarz (odc. 9)
- 2011: Czas honoru – Bartoszek (odc. 41)
- 2011: Barwy szczęścia – Policjant (odc. 609)
- 2011: Aida – Cwaniak (odc. 8)
- 2012: Paradoks – Kelner (odc. 11)
- 2012: Barwy szczęścia – Policjant (odc. 692, 801)
- 2014: Klan – Policjant
- 2014: Na dobre i na złe – Policjant (odc. 581–582)
- 2014: Lekarze nocą – Pacjent (odc. 5)
- 2014: M jak miłość – Recepcjonista Patryk Matkowski (odc. 1072)
- 2014: Na Wspólnej – Ksiądz Bartłomiej (odc. 2000)
- 2017: Pierwsza miłość – Kelner Maciej (odc. 2315)
- 2016: Ojciec Mateusz – Urzędnik kadr w fabryce (odc. 189)
- 2016: Szpital dziecięcy – Andrzej Andrusz (odc. 7)
- 2017: W rytmie serca – Turysta (odc. 10)
- 2017: Ojciec Mateusz (odc. 219)
- 2017: M jak miłość – Sprzedawca w sklepie meblowym (odc. 1323)
- 2017: Daleko od noszy. Reanimacja – Pacjent Janusz
- 2017: Pierwsza miłość – Podinspektor Molenda
- 2018: M jak miłość – Pracownik
- 2018: Na wspólnej – Neurolog Sosnowski (odc. 2784–2785, 2842)
- 2019: Ślad – Strażnik Michał Rogalski (odc. 48)
- 2019: M jak miłość – Policjant (odc. 1454)
- 2019: Barwy szczęścia – Policjant dyżurny (odc. 1996)
- 2020: Ojciec Mateusz – Ajent (odc. 316)
- 2020: Na sygnale – Pacjent Jan Dębicki (odc. 289)
- 2020: Echo serca – Haker (odc. 41)
- 2020: Kasta – Oszust Jacek Barach (odc. 16)
- 2021: Stulecie winnych – Milicjant (odc. 33)
- 2021: Kasta – Adwokat Artur Liszewicz
- 2021: Skazana – Strażnik Więzienny (odc. 2, 4)

### Teatr Telewizji
- 2005: Wschody i zachody miasta – Esesman
- 2009: Cisi i gęgacze

## Nagrody
- 2006: Wyróżnienie na XIV Festiwalu Szkół Teatralnych w Łodzi